# Bábel (település)
Bábel (Babel) a Bibliában (Teremtés 11:1–11) szereplő város (ma Babilonnal azonosítják) Sineár földjén, ahol Isten az emberek azon igyekezetét, hogy egy égig érő tornyot építsenek, azzal hiúsította meg, hogy az építők nyelvét „magánnyelvvé” változtatta, így emiatt azok nem értették meg egymást és az épület befejezetlen maradt.
"Mind az egész földnek pedig egy nyelve és egyféle beszéde vala. És lőn mikor keletről elindultak vala Sineár földjén egy síkságot találának, és ott letelepedének… És mondák, Jertek, építsünk magunknak várost és tornyot, melynek teteje az eget érje…"
Bábel vagy Babilon az Ószövetségben általában a zsidóellenesség, a középkori, újkori és legújabb kori keresztény misztikus és tudományos közbeszédben és írásokban (például Nostradamus írásaiban) pedig általában az egyistenhit és (katolikus, keresztény) vallás üldözésének szimbóluma (néha az "új bábel", "új Babilon" formában, nem is mindig nagybetűvel írva). A legújabb korban a kifejezés használata némi átalakulást mutat, általában a hit nélkül vagy az ellen konstruált, az ember nagyravágyását és önbálványozását kifejező szellemi, társadalmi vagy materiális termékeket illetik e szóval, legyen az ideológia, mesterséges nyelv, filozófiai rendszer, nagybirodalom, szuperszámítógép vagy épület.
Bábel tornya számos képzőművészeti alkotásban szerepel; megfigyelhető, hogy a művészek többsége (talán hagyományból) spirál alakú kőépületként ábrázolja, amelynek oldalán több félkész, befejezetlen részlet, például ablak van. Az ábrázolásból inkább az következik, hogy a projekt talán a közös terv, az azonos szándék vagy elképzelés, és a műveletek megfelelő sorrendjének hiánya (mindenki ott épít, ahol, és úgy, ahogy akar) miatt hiúsult meg.